# Godless
Godless è una miniserie televisiva statunitense prodotta e distribuita da Netflix, ideata da Steven Soderbergh e Scott Frank.
Ambientata nel vecchio West, la serie ha come protagonisti Jeff Daniels, Jack O'Connell, Michelle Dockery e Thomas Brodie-Sangster.

## Trama
Nel 1884, Frank Griffin è un fuorilegge che va alla ricerca del suo ex amico e figlio adottivo, Roy Goode, che lo ha tradito. Tutto diventa complicato per Frank Griffin quando scopre che Roy si nasconde in una città chiamata La Belle, dove le donne regnano. Loro faranno di tutto per proteggere la loro città dalla vendetta di Griffin, il quale aveva giurato di uccidere chiunque avesse aiutato Goode.

## Personaggi e interpreti

### Principali
- Roy Goode, interpretato da Jack O'Connell, doppiato da Simone Veltroni.
- Alice Fletcher, interpretata da Michelle Dockery, doppiata da Ughetta d'Onorascenzo.
- Bill McNue, interpretato da Scoot McNairy, doppiato da Alessandro Budroni.
- Mary Agnes, interpretata da Merritt Wever.
- Whitey Winn, interpretato da Thomas Brodie-Sangster, doppiato da Gabriele Lopez.
- Iyovi, interpretata da Tantoo Cardinal.
- Ed Logan, interpretato da Kim Coates.
- Marshal John Cook, interpretato da Sam Waterston, doppiato da Saverio Moriones.
- Frank Griffin, interpretato da Jeff Daniels, doppiato da Gianni Giuliano.

### Ricorrenti
- A.T. Grigg, interpretato da Jeremy Bobb.
- Anna McNue interpretata da Whitney Able.
- Charlotte Temple, interpretata da Samantha Soule.
- John Randall, interpretato da Rob Morgan.
- Sarah Doyle, interpretata da Audrey Moore.
- Martha, interpretata da Christiane Seidel.
- Asa Leopold, interpretata da Randy Oglesby.
- Flyod Wilson, interpretato da Justin Welborn.
- J. J. Valentine, interpretato da Christopher Fitzgerald.
- Elias Hobbs, interpretato da Erik LaRay Harvey.
- Louise Hobbs, interpretata da Jessica Sula.
- William McNue, interpretato da Julian Grey.
- Nicholas Gustafson, interpretato da Ali Agirnas.
- Callie Dunne, interpretata da Tess Frazer.

## Episodi
| Stagione       | Episodi | Pubblicazione USA | Pubblicazione Italia |
| -------------- | ------- | ----------------- | -------------------- |
| Prima stagione | 7       | 2017              | 2017                 |

## Promozione
Il trailer è stato pubblicato il 24 ottobre 2017.

## Distribuzione
La prima stagione è stata distribuita su Netflix il 22 novembre 2017.